# William Martin, 4. Baronet
Sir William Fanshawe Martin, 4. Baronet, GCB (* 5. Dezember 1801; † 24. März 1895 in Winchfield, Hampshire) war ein britischer Politiker, Seeoffizier und zuletzt Admiral der Royal Navy, der unter anderem zwischen 1858 und 1859 Erster Seelord (First Naval Lord), von 1860 bis 1863 Oberkommandierender der Mittelmeerflotte (Commander-in-chief, Mediterranean Fleet) sowie zwischen 1866 und 1869 Oberkommandierender der Marinebasis Devonport (Commander-in-chief, Devonport) war. Er hatte von 1878 bis zu seinem Tod 1895 das Ehrenamt des Rear-Admiral of the United Kingdom inne.

## Leben

### Familiäre Herkunft, Ausbildung und Verwendungen als Seeoffizier

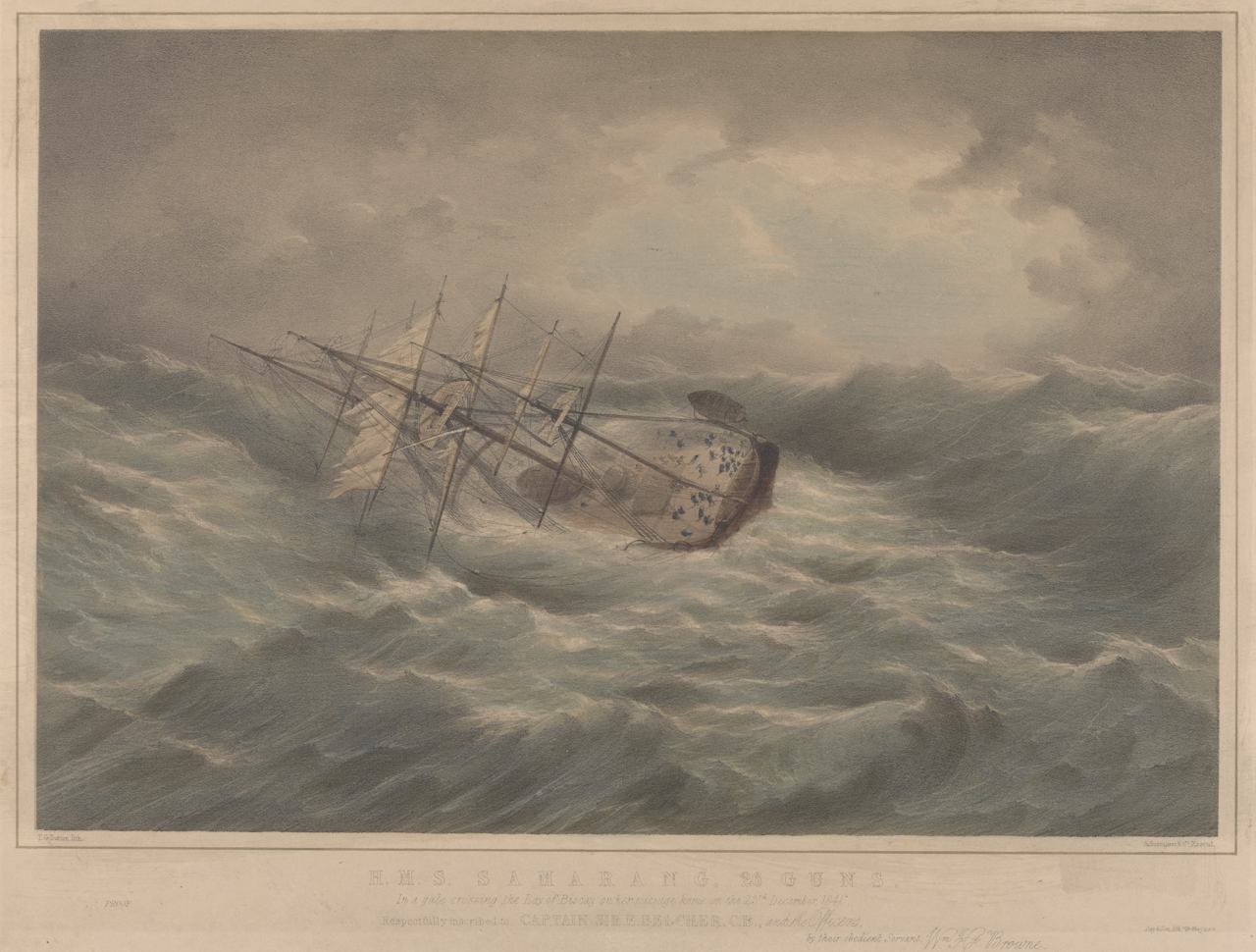
Captain Martin war von 1828 bis 1831 Kommandant der HMS Samarang.

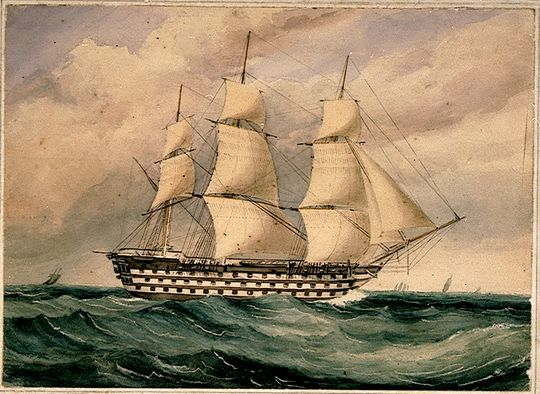
Captain Martin war zwischen 1844 und 1845 Kommandant des Linienschiffs HMS Queen.

William Fanshawe Martin war der älteste Sohn des Seeoffiziers und Politikers Admiral of the Fleet Sir Thomas Byam Martin (1773–1854), aus dessen Ehe mit Catherine Fanshawe, Tochter des Captain Robert Fanshawe (1740–1823). Sein Vater war unter anderem zwischen 1816 und 1831 Controller of the Navy und von 1818 bis 1832 Abgeordneter im britischen Unterhaus (House of Commons). Seine jüngeren Brüder waren Admiral Sir Henry Byam Martin (1803–1865) und Lieutenant-Colonel Robert Fanshawe Martin († 1846). Seine Schwester Elizabeth Martin war die zweite Ehefrau von General Francis John Davies, und seine Schwester Catherine Martin war mit ihrem Cousin Sir Henry Martin, 3. Baronet (1801–1863) verheiratet, dem Sohn ihres Onkels und älteren Bruder ihres Vaters Sir Henry William Martin, 2. Baronet (1768–1842).
William Fanshawe Martin selbst trat am 15. Juni 1813 als knapp Zwölfjähriger in die Royal Navy ein und wurde während seiner darauf folgenden zahlreich Verwendungen am 15. Dezember 1820 zum Lieutenant, am 8. Februar 1823 zum Commander sowie am 5. Juni 1824 zum Captain befördert. Sein erstes eigenes Kommando war die Brigg-Sloop HMS Fly, mit der er ab 1823 vor der südamerikanischen Küste operierte, um während des Peruanischen Unabhängigkeitskrieges die dortigen britischen Handelsschiffe zu schützen. In den nachfolgenden Jahren war er unter anderem von 29. April 1828 bis zum 2. Juni 1831 Kommandant der zur Mittelmeerflotte gehörenden Korvette HMS Samarang. Nach weiteren Verwendungen war er vom 1. Februar bis zum 18. Juli 1844 Kommandant des Linienschiffs HMS Camperdown, zwischen dem 19. Juli 1844 und dem 31. Januar 1845 Kommandant des Linienschiffs HMS Queen sowie daraufhin vom 1. Februar bis zum 25. Oktober 1845 Kommandant des Linienschiffs HMS Trafalgar, die allesamt als Flaggschiff des Oberkommandierenden der Marinestation Sheerness (Commander-in-Chief, Sheerness), Vice-Admiral John Chambers White beziehungsweise ab April 1845 Vice-Admiral Edward Durnford King dienten, wobei die HMS Trafalgar 1845 dem sogenannten „Experimentier-Geschwader“ (Experimental Squadron) zugeordnet war. Daraufhin fungierte er vom 7. Dezember 1847 bis zum 28. Februar 1851 als Kommandant des Linienschiffs HMS Prince Regent, die erst der Mittelmeerflotte zugeordnet war. Nachdem er am 21. Dezember 1849 zum Commodore ernannt worden war, übernahm er zwischen dem 30. Januar 1851 und dem 17. Mai 1852 den Posten als Kommandeur einer Sondereinheit, aus der 1854 das Sondergeschwader (Particular Service Squadron) und schließlich 1858 das Kanalgeschwader (Channel Squadron) beziehungsweise die Kanalflotte (Channel Fleet) hervorgingen. Während dieser Zeit dienten abwechselnd die Fregatte HMS Leander unter Captain Sydney Colpoys Dacres (30. Januar bis 28. Mai 1851 sowie 16. Oktober 1851 bis 10. Januar 1852) beziehungsweise das Linienschiff HMS Prince Regent unter Captain Robert Harris (27. Mai bis 15. Oktober 1851 sowie 11. Januar bis 17. Mai 1852) als seine Führungsschiffe.

### Flaggoffizier, Erster Seelord und Aufstieg zum Admiral

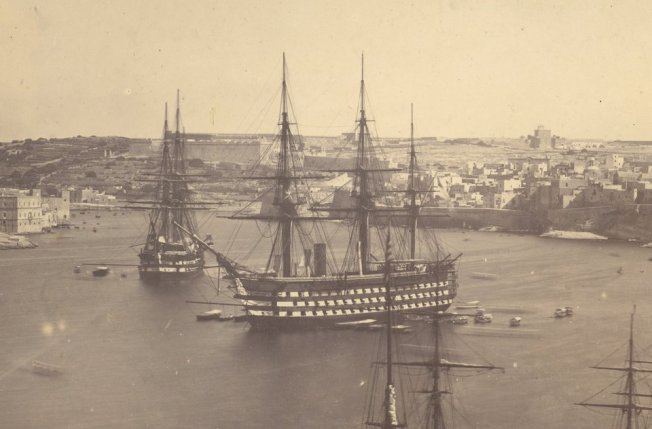
Das Linienschiff HMS Marlborough war das Flaggschiff von Vice-Admiral Martin als Oberkommandierender der Mittelmeerflotte (Commander-in-chief, Mediterranean Fleet).

Am 28. Mai 1853 wurde Martin zum Rear-Admiral befördert und fungierte vom 2. Dezember 1853 bis zum 24. Februar 1858 als Superintendent der Marinewerft Portsmouth (Superintendent of Portsmouth Dockyard). In dieser Zeit diente ihm zunächst das Linienschiff HMS Neptune sowie ab dem 20. Februar 1854 das Linienschiff HMS St Vincent als Flaggschiff.
Nach seiner Beförderung zum Vice-Admiral am 13. Februar 1858 wurde er am 8. März 1858 Mitglied des Admiralitätsausschusses (Commissioner of the Admiralty) und übernahm von Vice-Admiral Sir Richard Saunders Dundas den Posten als Erster Seelord (First Naval Lord). Diesen hatte er bis zum 28. Juni 1859 inne und wurde daraufhin wieder von Vice-Admiral Sir Richard Saunders Dundas abgelöst. Er selbst übernahm am 19. April 1860 von Vice-Admiral Sir Arthur Fanshawe den Posten als Oberkommandierender der Mittelmeerflotte (Commander-in-chief, Mediterranean Fleet) und hatte diesen bis zum 8. Juni 1863 inne, woraufhin Vice-Admiral Sir Robert Smart ihn ablöste. In dieser Verwendung dienten ihm die Linienschiffe HMS Marlborough (19. April 1860 bis 21. Februar 1861 sowie 11. August 1861 bis 15. Mai 1863), HMS Neptune (21. Februar bis 11. August 1861) sowie die Fregatte HMS Magicienne als Flaggschiffe. Am 28. Juni 1861 wurde er als Knight Commander des Order of the Bath (KCB) geadelt, so dass er fortan das Prädikat „Sir“ führte.
William Fanshawe Martin wurde am 14. November 1863 zum Admiral befördert und erbte beim Tode seines Cousins und Ehemanns seiner Schwester Catherine Martin, Sir Henry Martin, 3. Baronet, am 4. Dezember 1863 dessen Adelstitel als 4. Baronet, of Lockynge in the County of Berkshire, der 1791 in der Baronetage of Great Britain seinem Großvater verliehen worden war. Am 26. Oktober 1866 übernahm er als Nachfolger von Vice-Admiral Sir Charles Fremantle den Posten als Oberkommandierender der Marinebasis Devonport (Commander-in-chief, Devonport) und verblieb auf diesem Posten bis zum 1. November 1869, woraufhin Admiral Sir Henry Codrington ihn ablöste. In dieser Funktion diente ihm das Linienschiff HMS Royal Adelaide als Flaggschiff. Am 1. April 1870 trat er in den Ruhestand und wurde am 24. Mai 1873 zum Knight Grand Cross des Order of the Bath erhoben.
Martin war zwei Mal verheiratet. Am 24. Juli 1826 heiratete er in erster Ehe Hon. Anne Best († 1836), Tochter von William Best, 1. Baron Wynford (1767–1845), der unter anderem mehrere Jahre lang Unterhausabgeordneter sowie zwischen 1824 und 1828 Lord Chief Justice des Court of Common Pleas war. Diese Ehe blieb kinderlos und nach dem Tod seiner ersten Ehefrau heiratete er am 21. Mai 1838 in zweiter Ehe Sophia Elizabeth Hurt. Aus dieser Ehe hinterließ er einen Sohn, Richard Byam Martin (1841–1910), der ihn bei seinem Tod 1895 als 5. Baronet beerbte.